# Lophozia setosa
Lophozia setosa là một loài Rêu trong họ Jungermanniaceae. Loài này được (Mitt.) Stephani mô tả khoa học đầu tiên năm 1901.